# Sierra del Retín
La sierra del Retín es una sierra situada al sur de la península ibérica en el término municipal de Barbate (Cádiz, España).

## Historia
La sierra del Retín ha estado ocupada desde la Prehistoria. En sus inmediaciones se han encontrado bifaces y hendidores de achelense medio, así como varios abrigos con arte rupestre sureño, un conjunto de tres dólmenes a lo largo del arroyo llamado caño Arado y un oppidum de origen bástulo o turdetano, el Peñón del Aljibe, posible germen de la ciudad romana de Baesippo. También existen en la sierra un conjunto de tumbas antropomorfas, que al igual que el resto de las que existen en la zona se estiman de época visigoda.
Tras la Reconquista, con el objetivo de impulsar la repoblación de la zona, los reyes castellanos crearon en las cercanías del Retín las denominadas Hazas de la Suerte, que eran tierras comunales cuyo usufructo se sorteaba entre la población, de las que aún perviven algunas hoy día. En el siglo XVI, la sierra es mencionada en el Libro de la montería de Alfonso XI, diciendo que se encontraba en el término de Tarifa.
Siglos más tarde, tras la desamortización de Madoz, la sierra del Retín no se incluyó en la Clasificación General de los Montes Públicos de 16 de febrero de 1859, ni en el Catálogo de los Montes y demás terrenos forestales exceptuados de la desamortización por razones de Utilidad Pública de 1901. Sin embargo, adquirió la condición de monte público tras su expropiación por el Ministerio de Defensa en 1981 para convertirla en Campo de Adiestramiento Militar, situación que se mantiene en la actualidad.
La Orden de 23 de febrero de 2012 de la Junta de Andalucía incluye a la sierra del Retín en el Catálogo de Montes Públicos de Andalucía.

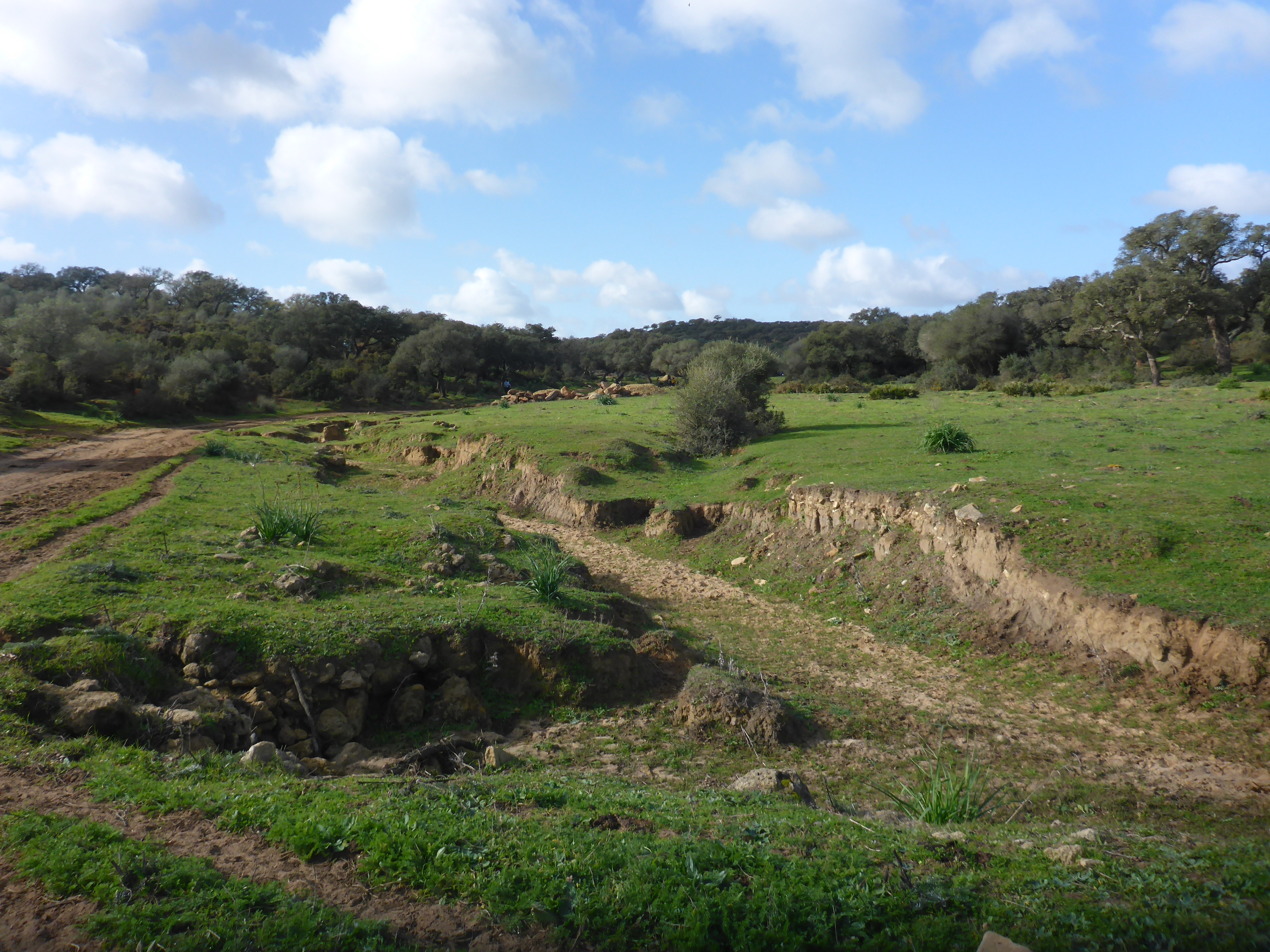
Sierra del Retín

## Propiedad y explotación

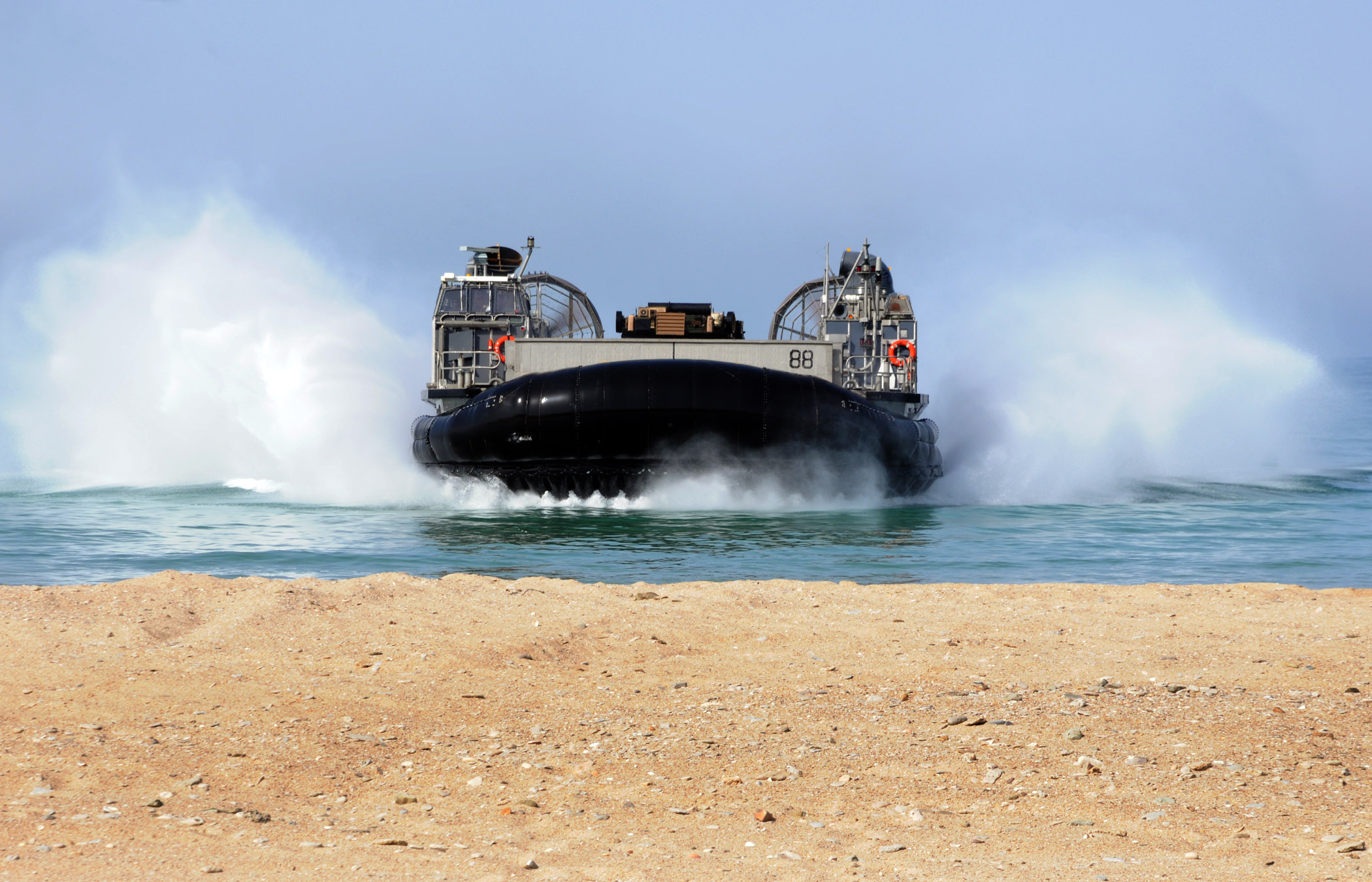
Desembarco militar en la playa.

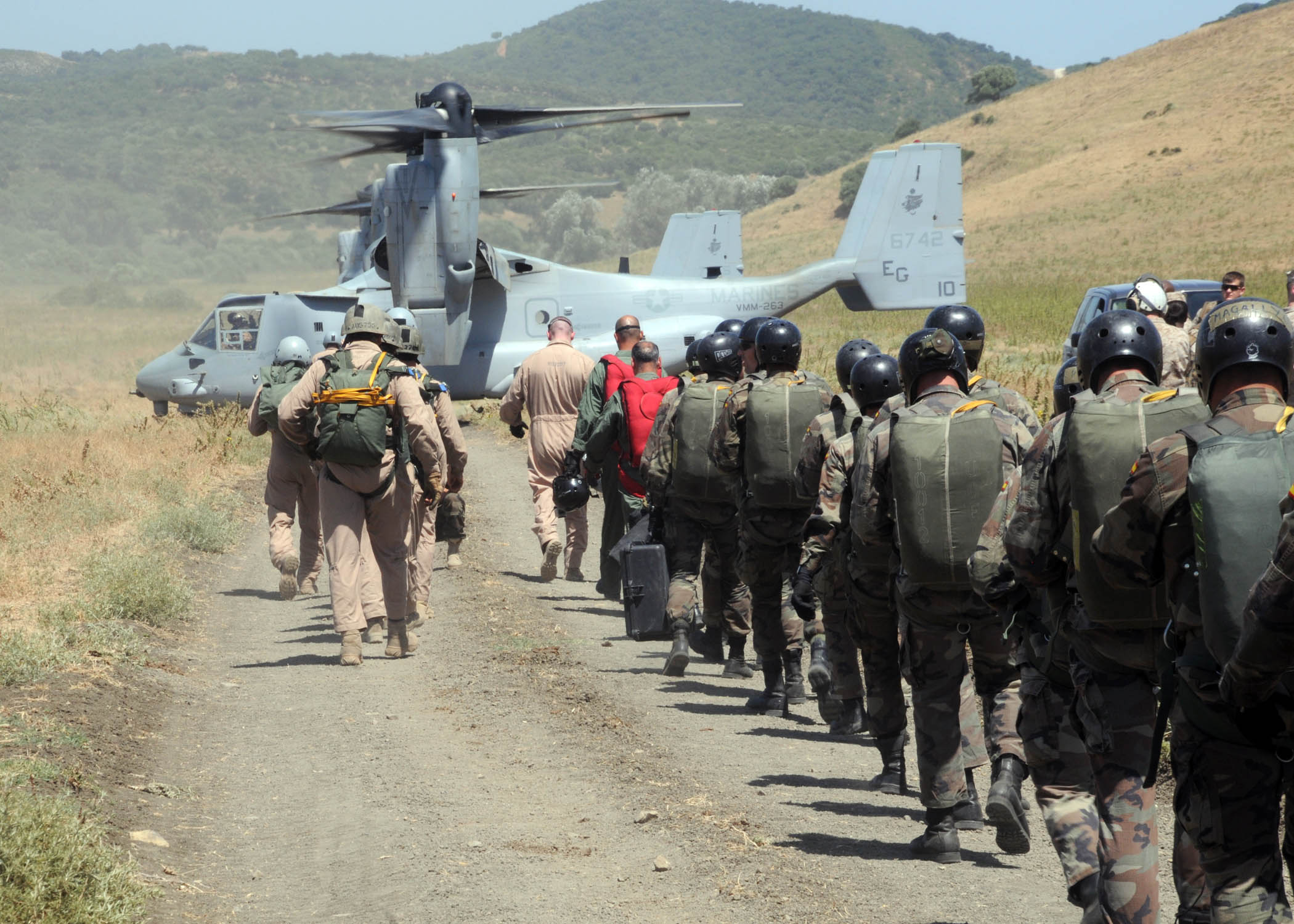
Operaciones de entrenamiento militar en la Sierra

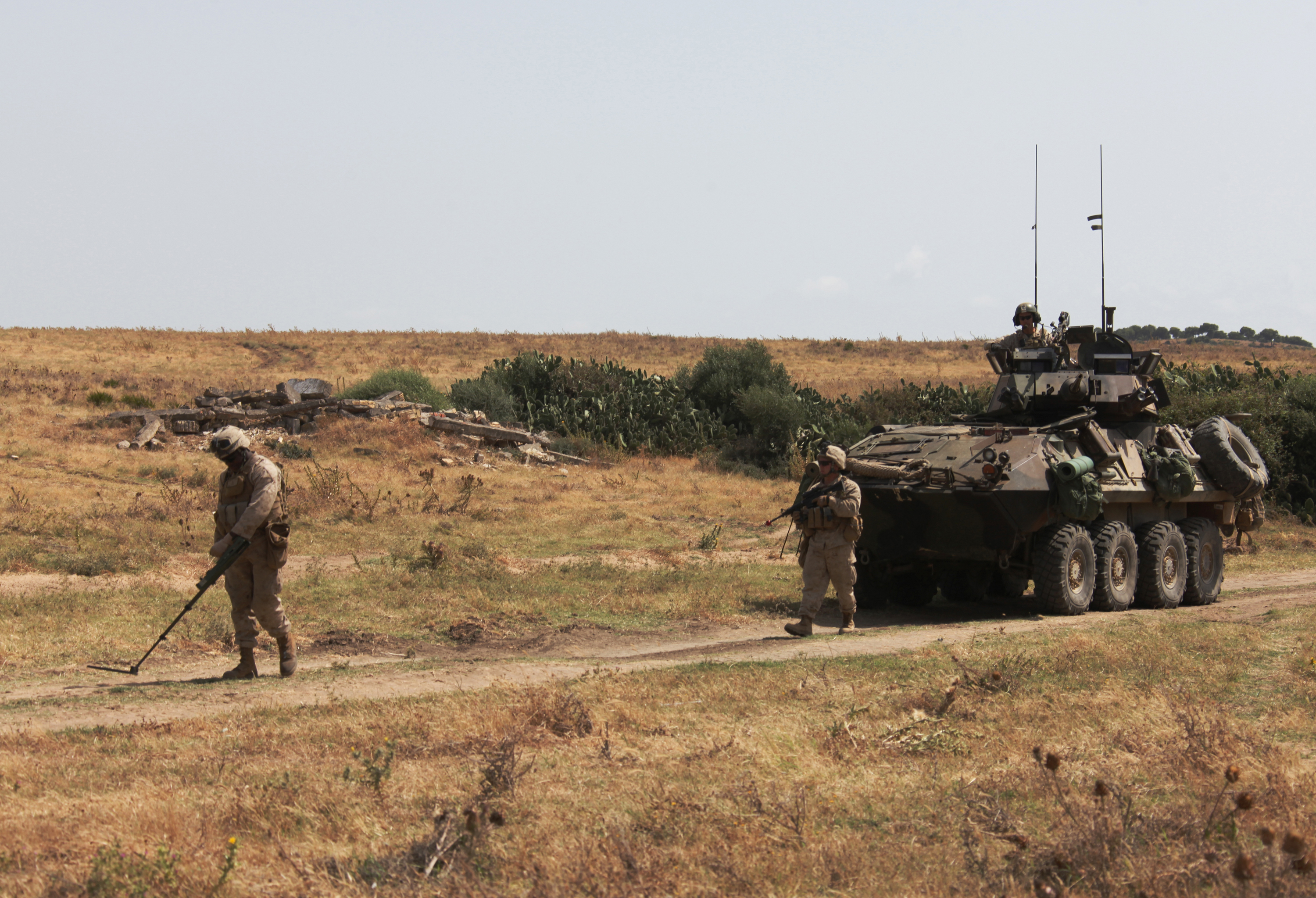
Ensayos militares en la sierra.

### Servidumbre militar
Unas 5400 hectáreas de la sierra del Retín fueron expropiadas por el Ministerio de Defensa en el año 1982 con el objetivo de instaurar en esos terrenos una servidumbre militar. Esta cual se mantiene en la actualidad y es considerada un punto clave por Defensa al permitir a los soldados realizar maniobras anfibias.
No obstante, se ha elaborado con el Ayuntamiento de Barbate un documento marco para el "impulso del desarrollo integral y sostenible de Barbate" considerando el interés ecológico, ganadero y turístico de la zona (que ocupa el 60% del término municipal).

### Polémica sobre los incendios
En los últimos años el Retín ha sufrido numerosos incendios en la época estival, algo que se cree motivado por la presencia de un campo de tiro en las lomas cercanas a la sierra. Algunos de estos incendios han sido bastante relevantes, como el acontecido en el verano de 2014, el cual generó una importante respuesta ciudadana. En Barbate se constituyó una asociación que clamó por la devolución al municipio de las tierras expropiadas y la exigencia de responsabilidades a Defensa por los incendios, y el Consistorio apoyó ambas reivindicaciones ante la Junta de Andalucía y el Ministerio de Defensa. Sin embargo, desde Defensa se mantuvieron al margen y apelaron al interés estratégico que tiene la zona para la defensa nacional. No obstante, la Armada ha pedido disculpas y ha favorecido actividades de reforestación de las áreas afectadas, con ayuda de los ciudadanos.

### Sendero

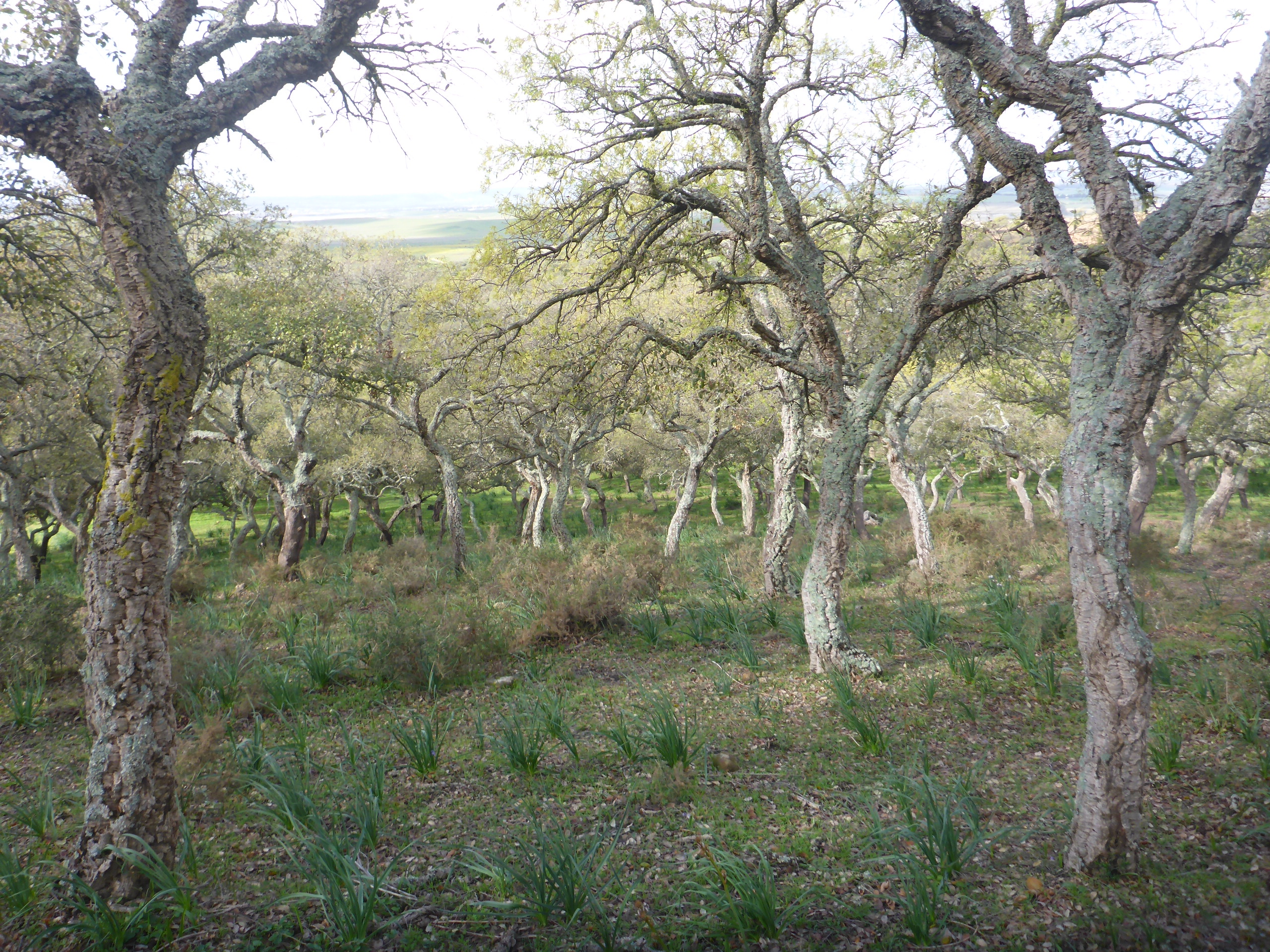
Arboleda

Existe un sendero entre esta sierra y la Sierra de La Plata.